# El Almendral (Valparaíso)
El Almendral es un barrio principalmente comercial ubicado en la ciudad de Valparaíso. El centro de esta ciudad está delimitado por tres zonas: el barrio Puerto, que incluye el sector patrimonial, portuario y financiero de la ciudad; el centro, denominación más reciente para la zona ubicada entre la Plaza Aníbal Pinto y Plaza Victoria, exclusivamente comercial y bohemio; y el barrio Almendral, principalmente comercial y cívico, político, universitario y en menor medida, residencial.  

## Límites
Se le han asignado diversos límites:
- Entre Avenida Argentina, Avenida Francia.
- Entre Avenida Argentina, Cerro Concepción.
- Entre Avenida Argentina y la Plaza de la Victoria, el más aceptado localmente en la actualidad.

Con la última denominación, el barrio estaría delimitado por las calles Edwards por el oeste, Avenida Errázuriz por el norte, Avenida Argentina por el este y Avenida Colón por el sur. La delimitación puede extenderse hasta las zonas bajas de los cerros circundantes.

## Toponimia
Históricamente se conoce como El Almendral al sector ubicado entre Portales y Yolanda, que los mercedarios vendieron a Martín García. A este lugar se llegaba desde Valparaíso por el Camino de los Almendrales, una extensión de playa arenosa ubicada en lo que hoy es el plan de Valparaíso. Más adelante este sector al urbanizarse fue llamado El Almendral. Nunca existieron almendros en el lugar.

## Historia

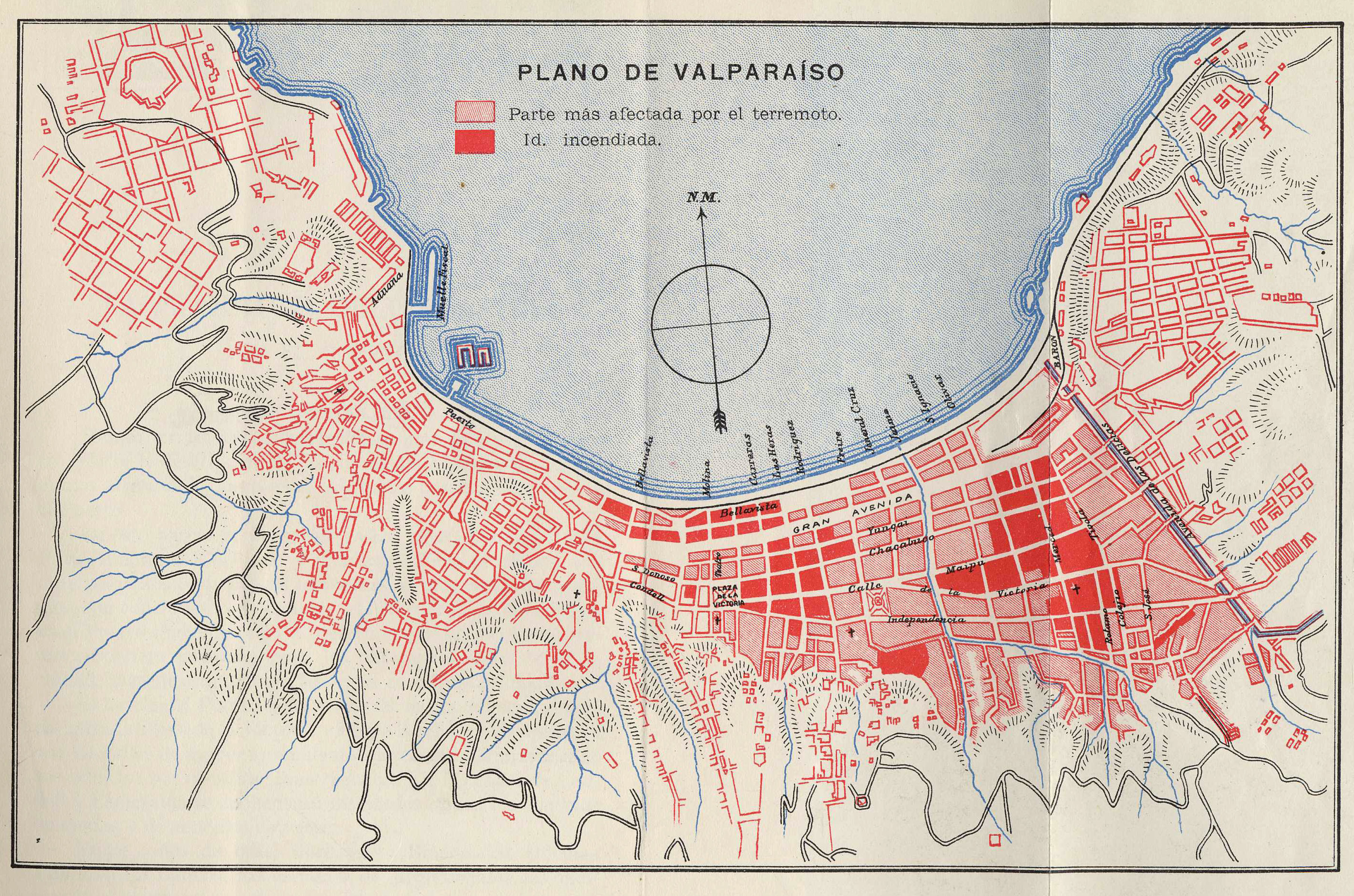
Mapa que muestra las zonas dañadas por el terremoto de 1906.

En 1607, los mercedarios le vendieron por 400 pesos de oro al comerciante Martín García "las tierras y almendrales" que habían comprado a Blas Rodríguez de Mendoza en 1591. Las tierras comprendían entre el actual sector de la Caleta Portales hasta el sector Yolanda. El camino para llegar a esta propiedad desde la ciudad de Valparaíso era conocido como Camino de los Almendrales.
Hacia el año 1717 en este barrio se encontraban los mercedarios y algunos arrendatarios, siendo una zona de tránsito para las carretas hacia el interior. Gracias a la expansión de la actividad portuaria, en 1799 el Cabildo aprobó la incorporación de la zona como un barrio de Valparaíso. En 1820 el barrio era un lugar de paseo para las familias en las afueras de la ciudad, se organizaban peleas de gallos, casas de lotería y existían algunas casas de inmigrantes franceses.
En 1822 después de los terremotos acontecidos en el país, el Director supremo Bernardo O'Higgins ordenó que se cuadriculara la zona, para así darle un destino pueblerino.[cita requerida] A partir de la década de 1840 se comenzó a erradicar a la población pobre del barrio hacia los cerros de la ciudad. Por estos años también se estableció un sistema de locomoción pública entre el Puerto y El Almendral.
Hacia 1860 el sector se convierte en el barrio de moda, ganándole terreno al mar, y con la construcción de grandes mansiones de familias adineradas e iglesias de diversas órdenes religiosas. Comienza también la construcción de escuelas y liceos laicos y religiosos que comienzan a competir entre sí. Se extendió la línea de ferrocarril a Estación Bellavista y fueron construidas bodegas fiscales en el sector del Mercado Cardonal.

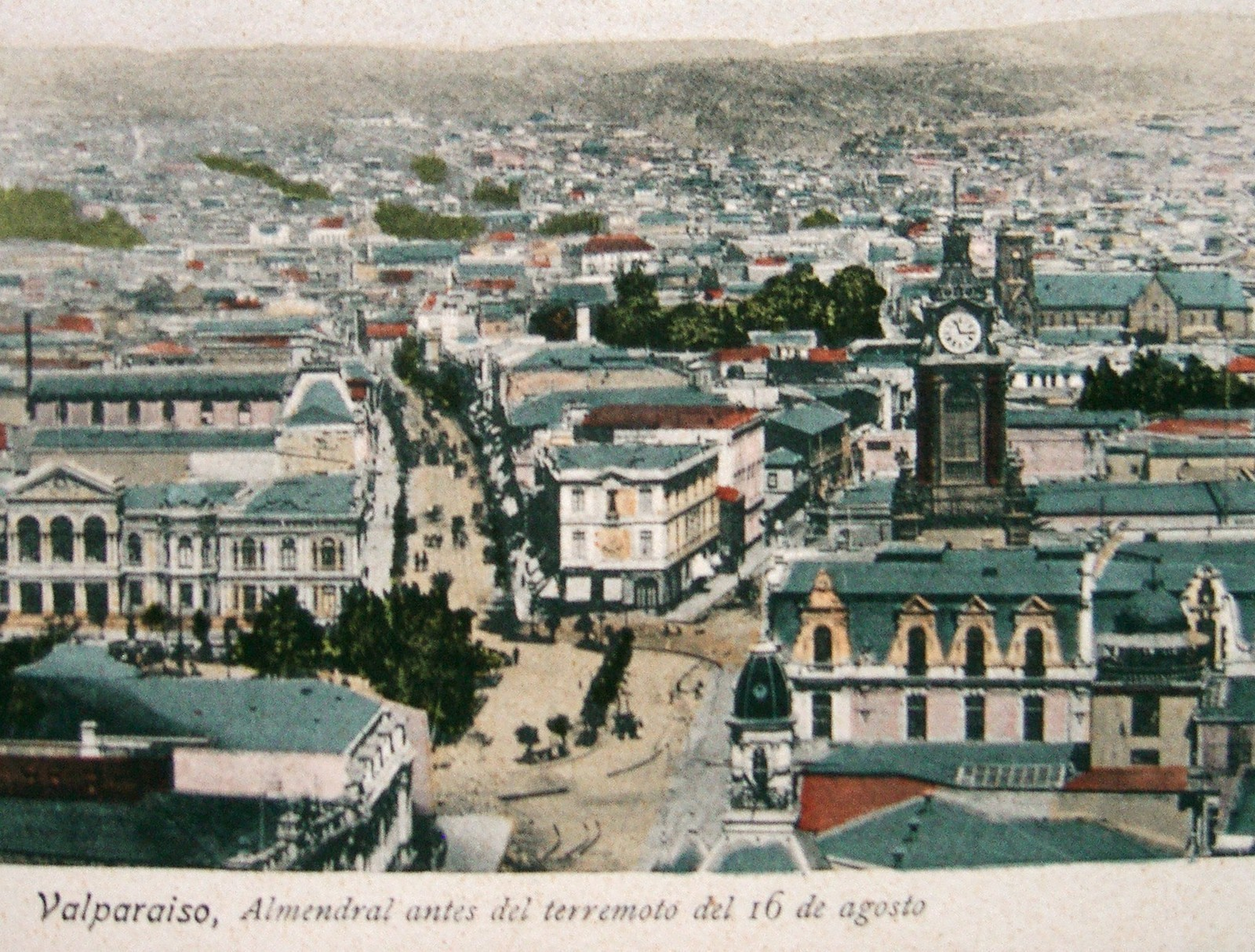
El Almendral con la Plaza Victoria, poco antes del terremoto de 1906.

El terremoto de 1906 destruyó casi por completo el barrio, producto de los múltiples derrumbes e incendios. En 1909, se aprobó una ley de reconstrucción, la cual regula el trazado urbano que existe actualmente. Se niveló el territorio con relleno artificial, se abrieron nuevas calles, y se rectifican y ensanchan las ya existentes, construyendo una ciudad con un modelo urbano victoriano. Alguno de los cambios se lograron realizar, ya que por temas de presupuesto, coordinación, tipo de terreno, y magnitud de la obra, no se logró completamente. Entre los cambios más importantes están la transformación de calle Hospital en avenida Colón y la construcción de Avenida Pedro Montt, la Avenida Brasil, la Avenida Francia y Avenida Argentina.

## Lugares de interés
| - Acceso al Ascensor Polanco - Biblioteca Santiago Severín - Casa Central de la Pontificia Universidad Católica de Valparaíso - Catedral de Valparaíso - Colegio de los Sagrados Corazones - Colegio Pedro Montt - Edificio del Congreso Nacional de Chile - Escuela de Derecho de la Universidad de Valparaíso - Hospital Carlos Van Buren - Monumento a Juan de Saavedra - Iglesia de los Doce Apóstoles | - Liceo Eduardo de la Barra - Mercado Cardonal - Palacio Polanco - Parque Italia - Plaza O'Higgins - Plaza Simón Bolívar - Plaza Victoria - Scuola Italiana Arturo Dell' Oro - Teatro Imperio - Terminal y depósito de los Trolebuses |

|                              |
| Biblioteca Santiago Severín. |

|                          |
| Casa Central de la PUCV. |

|                         |
| Catedral de Valparaíso. |

|                                   |
| Colegio de los Sagrados Corazones |

|                                          |
| Edificio del Congreso Nacional de Chile. |

|                               |
| Facultad de Derecho de la UV. |

|                            |
| Hospital Carlos van Buren. |

|                                |
| Iglesia de los Doce Apóstoles. |

|                                   |
| Vista aérea del Mercado Cardonal. |

|                  |
| Palacio Polanco. |

|                 |
| Plaza Victoria. |

|                                                            |
| Teatro Imperio. Actualmente funciona como feria artesanal. |